# Radula

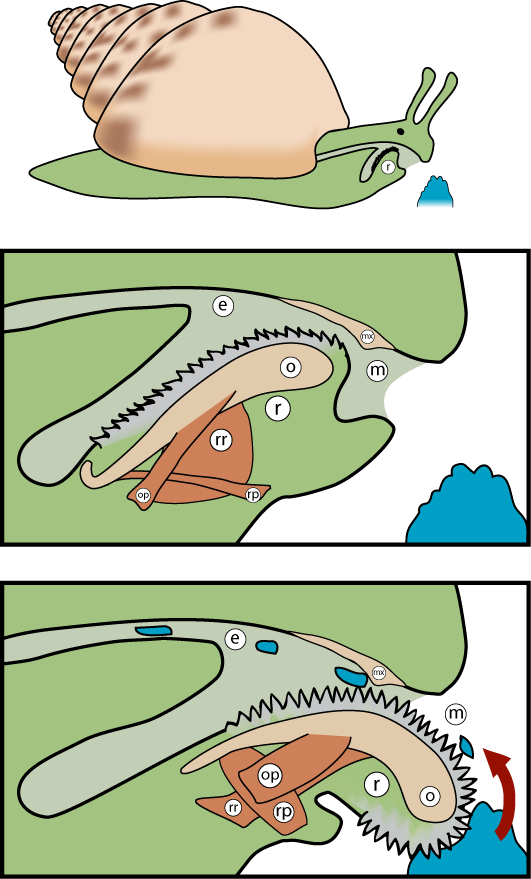
Anatomie van de radula; e = oesofagus, m = mond, mx = maxilla, o = odontofoor, op = odontofoor protractorspier, r = radula, rp = radula protractorspier, rr = radula retractorspier

De radula of rasptong is een monddeel bij weekdieren (mollusken). Met uitzondering van de tweekleppigen (Bivalvia) komt dit orgaan bij alle klassen van deze diergroep voor. De naam radula werd voor het eerst gebruikt door de Baltische Duitser Alexander von Middendorff in 1848.
De radula bestaat uit een chitineus membraan dat bezet is met een lange reeks opeenvolgende rijen van tandjes. Elk tandje bestaat uit een basale plaat die vastzit aan het membraan en een opgerichte punt die naar achter omgebogen is. Het materiaal waaruit de tanden zijn opgebouwd is vaak een zeer hard mineraal zoals magnetiet, goethiet-composiet of, zoals bij de vegetarische tuinslakken, chitine. Ondanks de hardheid is de radula aan slijtage onderhevig en groeit het continu aan.
Omdat de vorm van de tandjes, en het aantal tandjes per rij heel karakteristiek is voor iedere soort, is de radula vooral bij slakken een zeer goed determinatiekenmerk. Zo heeft bijvoorbeeld de Segrijnslak ca 14.000 tandjes en de wijngaardslak ca 25.000 tandjes.
Door herbivore slakken en keverslakken worden met de radula algen en diatomeeën van het substraat afgeschraapt. Sommige carnivore slakken, zoals Tepelhorens maken met behulp van hun radula een gaatje in de schelp van levende schelpdieren om op deze manier de zachte delen van hun prooi te kunnen bereiken.